# Yoo Mi
Dit is een Koreaanse naam; de familienaam is Yoo.
Yoo Mi (Seoel, 9 mei 1986) is een tennisspeelster uit Zuid-Korea.
Zij begon op twaalfjarige leeftijd met tennis. Haar favoriete ondergrond is hardcourt. Zij speelt rechtshandig en heeft een tweehandige backhand.
In 2006–2007 en 2012–2014 vertegenwoordigde zij Zuid-Korea bij de Fed Cup. Haar winst/verlies-balans in het enkelspel is daar 5–3.
Yoo maakte in 2009 haar debuut op de WTA-tour, met een wildcard voor het toernooi van Seoel.

## Posities op deWTA-ranglijst
Positie per einde seizoen:
| jaartal | ranking enkelspel | ranking dubbelspel |
| ------- | ----------------- | ------------------ |
| 2004    | 558               | –                  |
| 2005    | 376               | 446                |
| 2006    | 429               | 385                |
| 2007    | 349               | 294                |
| 2009    | 631               | 678                |
| 2010    | 646               | 609                |
| 2011    | 408               | 377                |
| 2012    | 570               | 387                |
| 2013    | 393               | 388                |
| 2014    | 357               | 205                |